# Provincia di Kalasin
La provincia di Kalasin si trova in Thailandia e fa parte del gruppo regionale della Thailandia del Nordest. Si estende per 6.947 km², ha 986.341 abitanti ed il capoluogo è il distretto di Mueang Kalasin. La città principale è Kalasin.

## Geografia antropica

### Suddivisioni amministrative
La provincia è suddivisa in 18 distretti (amphoe). Questi a loro volta sono suddivisi in 134 sottodistretti (tambon) e 1509 villaggi (muban). I distretti sono:
| 1. Mueang Kalasin 2. Na Mon 3. Kamalasai 4. Rong Kham 5. Kuchinarai 6. Khao Wong 7. Yang Talat 8. Huai Mek 9. Sahatsakhan | 1. Kham Muang 2. Tha Khantho 3. Nong Kung Si 4. Somdet 5. Huai Phueng 6. Sam Chai 7. Na Khu 8. Don Chan 9. Khong Chai |